# Big Bend (Essuatíni)
Big Bend é uma cidade do  leste de Essuatíni, localizada no distrito de Lubombo. Big Bend está situada às margens do rio Usutu. No último censo realizado em 1997, a cidade possuía 9.374 habitantes.